# Грімія подушкова
Грімія подушкова (Grimmia pulvinata) — вид мохів порядку гріміальних (Grimmiales).

## Поширення
Батьківщиною є Європа, Північна Америка, Азія.
Населяє різні субстрати, від кислих до основних порід, стовбури дерев; на висотах 0–3000 м.

## Характеристика
Рослини в напівкулястих сивих подушках, сірувато-зелені. Стебла 1–3 см. Листки згинаються коли сухі, прямовисні коли вологі, ланцетні, 1–1.7 × 0.3–0.6 мм, кілеві, краї загнуті з обох боків майже від основи до верхівки, рідко лише один край загнутий назад, раптово звужені в короткий або довгий, гладкий або зубчастий остюк. Вид автоітичний (чоловічі та жіночі органи на одній рослині, але на окремих гілках). Коробочкові ніжки дугасті, 3–4 мм. Коробочка зазвичай присутня, еліпсоїдна, коричнева і ребриста, коли порожня і суха.